# Космическа фантастика
Космическата фантастика е литературен жанр, който е изградена върху отношенията на Човека и Космоса в най-широк смисъл. Тя се проявява в следните разновидности:
1. Астронавтски полети в космическото пространство, откриване и изследване на други планети, събития в космическото пространство, проблемите на човека в тази несвойствена среда.
2. Намеса на космически фактори в живота на Земята и възникващите от това изменения.
Много често названието „космическа фантастика“ се дава само и единствено поради космическия декор на събития (особено при филмите) а в същност става механично пренасяне на типично земни проблеми в измислена и недостоверна космическа среда и интереса на авторите не насочен към Космоса и предстоящите проблеми на Човечеството при овладяване на космичната среда.
Истински характерни произведения на космическата фантастика са романът на Артър Кларк „Една одисея в космоса през 2001 година“ „Немезида“ на Айзък Азимов, „Дожность во Вселенной“ на В. Савченко, а от съвременните автори „Контакт“ на Карл Сейгън; „КК Старплекс“ на Р.Сойер, все произведения в които обект на художественото моделиране са отношенията на Човека и Космоса.
В „хорър“ фантастиката е възникнало цяло направление от сюжети в които космическото е извор на кошмарни въздействия и същества като наблягят на „злото, което се освобождава от познавателното любопитство на човека“.